# Ravi (Toscane)
Pour les articles homonymes, voir Ravi.
Ravi est une frazione de la commune de Gavorrano, province de Grosseto, en Toscane, Italie. Au moment du recensement de 2011 sa population était de 245 habitants.
Le hameau est situé dans la Maremme grossetaine, à 32 km de la ville de Grosseto.

## Monuments
- Église San Leonardo (XVe siècle), rénovée en 1810
- Chapelle de Santa Caterina, construite en 1571, puis déconsacrée et transformée en un bâtiment civil en 1930
- Fortifications médiévales, avec l'ancien château
- Village minier de Ravi Marchi : exemple d'archéologie industrielle[2]